# Dresdner Zeitung (1848–1850)
Die Dresdner Zeitung war eine Zeitung in Dresden, die von 1848 bis 1850 (mit Ausnahme der Zeit des Dresdner Maiaufstandes 1849) sechsmal wöchentlich erschien. Sie hieß ab Gründung zunächst Dresdner Zeitung für sächsische und allgemeine deutsche Zustände, ab April 1849 nur noch Dresdner Zeitung.

## Geschichte
Die 1845 gegründete Zeitung Dresdner Correspondent für Literatur und Tagesneuigkeiten hieß ab 4. April 1848 Deutscher Volksfreund und erschien ab diesem Zeitpunkt, herausgegeben vom Dresdner Vaterlandsverein im Verlag Dr. Badt bis zum 26. September 1848 (76 Ausgaben).
Nach einem Probedruck am 28. September 1848 erschien sie unter Weiterführung mit gleicher Redaktion ab 1. Oktober 1848 im Verlag Dr. Gärtner bzw. C. Gärtner in Dresden als Dresdner Zeitung für sächsische und allgemeine deutsche Zustände und kurz bezeichnet ab April 1849 als Dresdner Zeitung.
Im März und April 1849 war Michail Alexandrowitsch Bakunin ein häufiger Autor in der Dresdner Zeitung, entweder mit direkten Beiträgen oder durch Vorgabe von Beitragsskizzen, die dann vor allem Ludwig Wittig in die endgültige Fassung brachte.
Am 6. August 1850 stellte sie nach insgesamt 571 erschienenen Ausgaben ihr Erscheinen ein.

## Verwechslungsgefahr
Diese kurzlebige Dresdner Zeitung hat keine Gemeinsamkeit (außer dem Namen) mit dem ab 3. Oktober 1869 bis 23. März 1871 erschienenen Wochenblatt der Deutschen Fortschrittspartei oder der mindestens ab dem 30. Juni 1878 bis zum 18. August 1907 erschienenen Tageszeitung Dresdner Zeitung.
Keine Gemeinsamkeit besteht außerdem mit der aus der Stadtgeschichte bekannteren Dresdner Zeitung, welche von 1943 bis 1945 als Tageszeitung erschien.